# 프레임스토어

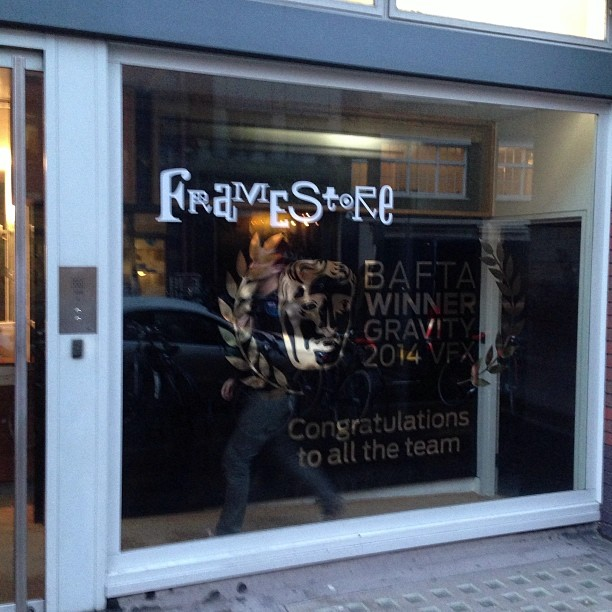
프레임스토어 사무실 (2014년 3월)

프레임스토어(Framestore)는 런던 옥스퍼드 스트리트에 본사가 있는 시각 효과 회사이다.

## 개요
프레임스토어는 1986년 런던에서 설립되었다. 1994년에 VFX 부문이 설치되었다. 2001년, 컴퓨터 필름 컴퍼니와 합병되어 프레임스토어 CFC (Framestore CFC)가 되었다. 그 후 CFC의 명칭을 분리한 현 명칭이 되었다. 유럽 최대의 CG 제작 회사이며, 할리우드 영화의 VFX를 다루고 있다.